# Onthophagus marahouensis
Onthophagus marahouensis là một loài bọ cánh cứng trong họ Bọ hung (Scarabaeidae).